# Херменгилд Иречек
Херменгилд Иречек (на чешки: Hermenegild Jireček) е чешки историк и юрист.

## Биография
Роден е на 13 април 1827 г. във Високе Мито, Австрийска империя. В периода 1844 – 1846 г. учи история във Философския факултет, а от 1846 до 1850 г. – право в Юридическия факултет на Карловия университет в Прага. След като се установява във Виена, в периода 1850 – 1852 г. е редактор на вестник „Виенски дневник“ и главен редактор на притурката за култура „Пролет“. През април 1854 г. постъпва като стажант в Министерство на изповеданията и просвещението, където работи на различни длъжности докато се пенсионира през 1894 г. През 1855 г. защитава докторат по право в Грац. От 1858 г. е кореспондент, а от 1897 г. – редовен член на Кралското чешко общество на науките. Преподава на ерцхерцог Рудолф Австрийски чешки език и литература, за което на 8 юни 1877 г. е награден с орден „Желязна корона“ и получава рицарско звание.
Активно се занимава с рецепцията на византийското право в славянското. Ценен принос в резултат на изследванията му в областта на славянската правна история е издаването на стари руски, сръбски, хърватски, чешки и полски текстове с правно съдържание – „Свод от славянски закони“. От една страна правото на старите славяни се опира на традициите на византийското право, от друга – съдържа правни норми, произлизащи от местното обичайно право. Освен множество аналитични студии и монографии по история на славянското право съставя и труд с енциклопедичен характер – речникът на славянските правно-исторически термини „Прове“.
Умира на 29 декември 1909 г. във Високе Мито, Австро-Унгария.